# نادي العزة
نادي العزة الرياضي هو فريق كرة قدم عراقي مقره في واسط، يلعب في الدوري العراقي الدرجة الثانية.

## روابط خارجية
- نادي العزة على Goalzz.com
- أندية العراق - تواريخ التأسيس